# Юрушки лопен
Юрушки лопен (Verbascum juruk) е ендемичен за България вид лопен, разпространен само в отделни находища на Източните Родопи. В Червената книга на България растението е вписано като „критично застрашен вид“.

## Разпространение и местообитания
Единственото известно находище на вида е в Източни Родопи по северните склонове на Мъгленишки рид в района на село Горни Юруци, община Крумовград на надморска височина около 300 m. Обитава сухи тревисти и ерозирани места в пояса на дъбовите гори. Популацията е представена от единични индивиди с дифузно разпределение и ниска плътност.

## Описание на вида
Юрушкият лопен е многогодишно тревисто растение с няколко бяло напластени розетки в основата на цъфтящото стъбло. Стъблото e високо 20 – 40 cm, като в горната третина е разклонено. Приосновните листа са с дължина на дръжката 5 – 9 cm, на петурите 5 – 7 cm, широчина 2,5 – 3 cm. Формата им е елиптична, неравномерно назъбени, плоски или вълновидно нагънати. Стъбловите листа са приседнали и по-дребни. Цветовете са разположени по 2 – 3 в едностранен монохазий, като образуват метличесто съцветие. Чашката и дълга 2 – 3,5 mm, разделена почти до основата. Венчето е с диаметър от 15 mm, бледожълто, отвън рехавовлакнесто, отвътре с папили и тъмни петна в основата. Тичинките са 5 на брой, а тичинковите дръжки са покрити с виолетови папили. Плодната кутийка е дълга 4 mm, тясноовална, бяловлакнеста, оголяваща. Опрашва се от насекоми. Размножава се със семена и коренищни издънки.

## Мерки за защита на вида
Семенното възобновяване на вида е затруднено. Размерът на популацията е намалял драстично, а местообитанието му е променено, като заеманата площ е силно редуцирана. В класическото находище числеността на индивидите е много ниска поради промяна на условията. Една част е обрасла с гора, а друга част е променена при строеж на горски път. Утъпкването и пашата от селскостопански животни, залесяването, строежите на пътища за дърводобив и охрана на държавната граница, промяна в динамиката на местните видове, ограничен ареал и ниска плътност на популацията са фактори, оказващи неблагоприятно въздействие на вида.